# Taraxacum gotlandicum
Taraxacum gotlandicum là một loài thực vật có hoa trong họ Cúc. Loài này được (Dahlst.) Dahlst. miêu tả khoa học đầu tiên.